# TikTok訴加蘭案
TikTok公司訴加蘭案，604 U.S. ___（2025）（英語：TikTok, Inc. v. Garland, 604 U.S. ___ (2025)），是一宗由中華人民共和國社交媒體公司TikTok對美國政府提起的訴訟案。中華人民共和國互聯網技術公司字節跳動有限公司及其子公司TikTok公司指控《保護美國人免受外國對手控制的應用程式侵害法案》（PAFACA）違反了《美國憲法》第一修正案的言論自由條款、《美國憲法》第一條第九節的禁制法案條款，以及《美國憲法》第五修正案的正當程序和徵收條款。這項法律禁止或要求外國企業或由外國國民擁有的公司擁有的符合特定標準的社交媒體應用程式，這些國家被美國列為敵對國家，且經美國總統認定對國家安全構成重大威脅，並明確將TikTok及任何由字節跳動子公司運營的應用程式視為「敵對國家控制的應用程式」。
2024年12月6日，美國哥倫比亞特區巡迴上訴法院的一個法官小組一致駁回TikTok對法律合憲性的挑戰，並維持法律的有效性。在該小組於12月13日駁回該公司要求在美國最高法院進行全面審查之前暫時禁止該法案的請求後，TikTok於12月16日向最高法院對該禁制令決定提出上訴。12月18日，最高法院宣佈將審理此案涉及的第一修正案主張，並安排於1月10日進行口頭辯論。該案與TikTok內容創作者針對該法律提起的費爾博訴加蘭案（英語：Firebaugh v. Garland）合併審理。
最高法院於2025年1月10日，距最後期限還有9天時進行口頭辯論，並於2025年1月17日以全體法官一致裁決《保護美國人免受外國對手控制的應用程式侵害法案》合憲。

## 背景
2024年4月24日，美國總統祖·拜登簽署《保護美國人免受外國對手控制的應用程式侵害法案》正式成為法律，編入《美國法典》第15編第9901條。該法案有可能禁止由「受外國敵對勢力控制且被總統認定對美國國家安全構成重大威脅的公司」製作的應用程式，除非這些公司通過符合條件的出售獲得豁免。法案規定TikTok的中國母公司字節跳動需在270天內出售TikTok。若未能完成出售，TikTok將被禁止在美國應用程式商店和網路託管服務中提供，限制新用戶下載及對其內容的訪問。出售的最後期限是2025年1月19日，但若有進展，拜登總統可以再延長90天，這可能讓TikTok最多有一年的時間在禁令生效前進行調整。

### 下級法院
2024年5月7日，TikTok和字節跳動在哥倫比亞特區巡迴上訴法院對美國司法部長梅里克·加蘭提起訴訟，主要挑戰這項法律違反〈第一修正案〉，指控強制出售或禁用平台將侵犯公司及用戶的言論自由權。該公司指責美國政府基於「假設性」的國家安全擔憂行事，未能充分說明平台存在的可信安全威脅，也未解釋為何TikTok「應該被排除在國會對其他平台施加的標準之外」的評估之外。訴訟還指出，中國政府不會允許出售「字節跳動在美國成功的關鍵」——演算法。
TikTok在訴訟中請求法院作出宣告性判決，以阻止《保護美國人免受外國對手控制的應用程式侵害法案》的執行。上訴法院加快處理此案，將口頭辯論安排在2024年9月，並預計在2024年12月作出裁決。2024年6月，TikTok向法院提交簡報，詳細說明公司為何認為禁令違憲，主要基於第一修正案。TikTok辯稱，任何出售或分離將耗時多年，該法律違反美國人的言論自由權。簡報包括一份90頁的計劃書，內容涉及TikTok為解決美國國家安全問題提出的方案。美國司法部在次月回應，要求法院駁回TikTok的法律挑戰。司法部辯稱，該法律旨在解決國家安全問題，而非針對言論，目的在於限制中國利用TikTok獲取美國人敏感個人信息的能力。司法部聲稱，字節跳動在中國的員工透過Lark從海外TikTok員工處獲取美國用戶的敏感信息，例如對墮胎、宗教和槍支管制的觀點。2024年8月和9月期間，司法部向法院提交機密文件，詳細說明字節跳動擁有TikTok所帶來的其他安全問題。
口頭辯論於2024年9月16日舉行。2024年12月6日，上訴法院駁回TikTok的憲法主張，認為該法律不「違反美國憲法第一修正案」，也不「違反第五修正案保障的法律平等保護權」。法官道格拉斯·H·金斯堡在法院的主要意見書中寫道：「第一修正案旨在保護美國的言論自由。政府在此行動是為了保護這種自由免受外國敵對國家的侵害，並限制該敵對國家收集美國人數據的能力。」多數意見雖然認為該法律觸發了加強審查，但並未決定應適用嚴格審查還是中等審查，並認為該法律符合嚴格審查標準。首席法官斯里·斯里尼瓦桑的協同意見則認為該法律只需符合中等審查。
然而，由於美國政府在為該法律辯護時提及TikTok的內容，主要意見認為該法律仍可能觸發嚴格審查。政府提出兩個國家安全問題作為法律的理由：「(1) 反制中華人民共和國收集數千萬美國人大量數據的努力；(2) 限制中華人民共和國秘密操縱TikTok平台上的內容的能力。」主要意見認為這些理由是重大政府利益，並接受政府對事實情況和預測的評估，即TikTok可能會遵守中國的要求來操縱平台上的內容。主要意見認為，該法律表面上是內容中立的，任何新所有者都可以發佈與之前相同的內容而不會違反《保護美國人免受外國對手控制的應用程式侵害法案》。政府的關注點是由於外國敵對國家控制而造成的「秘密內容操縱」，而非公司所描述的「內容壓制」。
主要意見認為，該法律中針對TikTok的條款是為了實現政府的國家安全目標而量身定制的，法院不應「拒絕政府的風險評估並推翻其最終判斷」，即公司向政府提議的國家安全協議不如法律的禁令或出售要求有效。協同意見也認為該法律是內容中立，但考慮到美國對外國控制廣播媒體的限制歷史，協同意見認為該法律只需符合中等審查。就TikTok根據正當程序條款提出的平等保護主張而言，哥倫比亞特區巡迴法院認為公司的主張「實質上是在指出TikTok是（《保護美國人免受外國對手控制的應用程式侵害法案》）中唯一被具名的對象」，但針對TikTok的差別對待是由於政府提出並證實的「特定於TikTok的國家安全危害」而合理的。
根據美國最高法院在林格爾訴美國雪佛龍案（2005年）一案中的裁決，哥倫比亞特區巡迴法院駁回TikTok聲稱《保護美國人免受外國對手控制的應用程式侵害法案》根據徵用條款構成直接監管徵用的主張，因為TikTok可以根據法律進行合格的出售，因此不會被剝奪所有經濟用途，哥倫比亞特區巡迴法院還認為公司聲稱的出售相關困難是由於中國出口管制法規，而非《保護美國人免受外國對手控制的應用程式侵害法案》。根據尼克遜訴總務管理局案（1977年）一案確立的框架，哥倫比亞特區巡迴法院還認為《保護美國人免受外國對手控制的應用程式侵害法案》不符合禁止國會制定對個人或團體施以懲罰的法律，因為雖然法院認為該法律適用於特定個體，但也認為它不構成立法懲罰，因為該法律的出售要求是「出售而非沒收」，更類似於業務限制而非就業禁令，服務於非懲罰性和預防性國家安全目的，並且「TikTok（並未）接近滿足（此要求）」，即證明國會在通過法律時有意圖進行懲罰。
12月9日，TikTok和字節跳動在此案中提交一項禁制令動議，以允許該應用繼續運營，直到美國最高法院決定是否受理哥倫比亞特區巡迴法院小組裁決的上訴。上訴法院於12月13日駁回該動議。同一天，美國眾議院美國與中國共產黨戰略競爭特設委員會向蘋果公司和Alphabet的首席執行官發出信函，參考12月6日的裁決，指示這些公司準備在2025年1月19日的截止日期前遵守該法律。

## 最高法院
2024年12月16日，TikTok向美國最高法院對禁令決定提出上訴。12月18日，最高法院簽發受理調卷令，決定審理此案，並將口頭辯論安排在2025年1月10日。法院將審查範圍限制在《保護美國人免受外國對手控制的應用程式侵害法案》是否符合第一修正案言論自由條款的合憲性這一法律問題上。法院以「異常迅速」的速度行動，顯示出該問題的重要性。法院僅用兩天便對TikTok的申請作出回應，未按照慣例等待政府回應，並立即安排特別聽證的口頭辯論（通常，口頭辯論是在當事人提交上訴實質問題簡報後才安排）。12月27日，候任總統當勞·特朗普提交一份法庭之友簡報，敦促法院暫緩執行法律的出售期限，但未對任何一方的立場表態。
口頭辯論如期於1月10日舉行。前美國訟務次長諾爾·弗朗西斯科代表TikTok，傑弗里·L·費雪代表合併案件「費爾博訴加蘭案」中的請願人，而美國訴訟次長伊麗莎白·普雷洛加代表政府。觀察人士認為，法院似乎很可能會支持該法律，多數法官對TikTok的論點表示懷疑。

### 裁決
2025年1月17日，最高法院全體法官發佈一致裁決，認為即使該法規對TikTok用戶的言論自由造成負擔，涉及第一修正案權利，它仍能通過中度審查。這份未署名的意見與美國哥倫比亞特區聯邦巡迴上訴法院的立場一致，認為《保護美國人免受外國對手控制的應用程式侵害法案》是內容中立，儘管豁免某些類型的外國擁有企業，但它對TikTok上的所有內容施加同等限制。裁決指出，「國會認為出售是解決TikTok數據收集行為及其與外國敵對勢力關係的國家安全問題的必要措施」，並且該法「不違反請願人的第一修正案權利」。裁決進一步強調，這一決定「僅針對」TikTok，主要是由於臨近的期限。
大法官索尼婭·索托馬約爾和尼爾·戈薩奇撰寫協同意見，雖然對該意見有一些保留，但仍同意判決。索托馬約爾認為，法院應該直接處理與該法案相關的第一修正案問題，而不是避而不談。戈薩奇表示，他被關於「數千萬美國人個人信息的龐大數據庫」的擔憂所說服。

### 引用
- Benson, Peter J.; Brannon, Valerie C.; Linebaugh, Chris D.; Lampe, Joanna R.; Mulligan, Stephen P.  (报告). Congressional Research Service. 2024-03-15  [2024-12-06]. （原始内容存档于2025-02-01） （英语）.
- Benson, Peter J.; Brannon, Valerie C.; Lampe, Joanna R.  (报告). Congressional Research Service. 2024-05-09  [2024-12-06]. （原始内容存档于2025-01-29） （英语）.
- Sutherland, Michael D.; Benson, Peter J.; Cho, Clare Y.  (报告). Congressional Research Service. 2024-05-14  [2024-12-06]. （原始内容存档于2025-02-01） （英语）.
- Benson, Peter J.; Brannon, Valerie C.; Lampe, Joanna R.  (报告). Congressional Research Service. 2024-12-19  [2024-12-19]. （原始内容存档于2025-01-28） （英语）.

## 外部鏈接
- 案件記錄 TikTok Inc.訴 Merrick Garland, 24-1113, (D.C. Cir.)於 CourtListener （页面存档备份，存于）
- 《TikTok訴加蘭案》申請禁令的最高法院案件記錄，No. 24A587 （页面存档备份，存于）
- 《費爾博訴加蘭案》申請禁令的最高法院案件記錄，No. 24A588 （页面存档备份，存于）
- 《TikTok訴加蘭案》的最高法院案件記錄，No. 24-656 （页面存档备份，存于）
- 美國哥倫比亞特區聯邦巡迴上訴法院口頭辯論音頻 （页面存档备份，存于）
- 最高法院口頭辯論音頻
- 最高法院口頭辯論記錄 （页面存档备份，存于）